# Emil von Dungern
Emil Freiherr von Dungern (* 26. November 1867 in Würzburg; † 4. September 1961 in Ludwigshafen am Bodensee) war ein deutscher Internist.
Emil von Dungern besuchte bis 1887 in Freiburg im Breisgau das Gymnasium. Anschließend studierte er Medizin in  Freiburg, München und Berlin. Nach Promotion und Approbation im Jahre 1892 habilitierte er sich 1896 in Freiburg, wo er 1902 außerordentlicher Professor wurde. Von 1906 bis 1913 wirkte er als Direktor der Biologischen Abteilung des Krebs-Instituts von Vincenz Czerny in Heidelberg, bevor er selbst an die Spitze des Krebsinstituts des Klinikums in Hamburg-Eppendorf berufen wurde, das er bis 1918 leitete.
Als Serologe, Bakteriologe und Physiologe genoss Emil von Dungern Weltruf. Besonders seine Blutgruppen-Forschungen zusammen mit Ludwik Hirszfeld (Ludwig Hirschfeld) haben bahnbrechend gewirkt und zu neuen Erkenntnissen auf dem Gebiet der Vaterschaftsbestimmung geführt. Mit ihm führte er 1910 in einer Arbeit als erster den Nachweis zur Erblichkeit der von Karl Landsteiner ab 1901 entdeckten und differenzierten Blutgruppen. Außerdem entwickelte er eine bedeutende Forschertätigkeit auf dem Gebiet der Immunitätslehre und der Krebskrankheit.

## Schriften (Auswahl)
- mit Ludwik Hirszfeld: Über Nachweis und Vererbung biochemischer Strukturen. In: Zeitschrift für Immunitätsforschung und experimentelle Therapie, Bd. 4, 1910, S. 531–546.
- mit Ludwik Hirszfeld: Über Vererbung gruppenspezifischer Strukturen des Blutes. In: Zeitschrift für Immunitätsforschung und experimentelle Therapie, Bd. 6, 1910, S. 284–292.
- mit Ludwik Hirszfeld: Über  gruppenspezifische Strukturen des Blutes. In: Zeitschrift für Immunitätsforschung und experimentelle Therapie, Bd. 8, 1911, S. 526–562.